# التزود بالوقود جوا

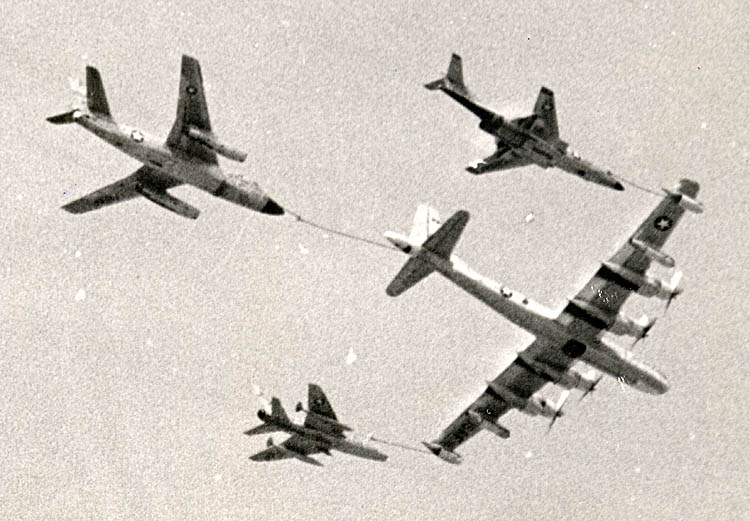
المقاتلة إف - 110 إيه وقاذفة القنابل بي - 66 والمقاتلة إف - 100 تعيد ملء وقودهم جوا في آن واحد من الطائرة الخزان كاه بي- 50 جا.

إعادة ملء الوقود جواً هي عملية نقل الوقود من طائرة (الخزان) إلى طائرة أخرى (المستقبل) في الجو أثناء تحليقهما. طبقت تلك العملية علي كل من الطائرات والمروحيات. تلك العملية تسمح للطائرات بالبقاء مدة أطول في الجو مما يؤدي إلى زيادة مداها والذي يؤدي إلى زيادة قدرتها العسكرية إذا كانت طائرة عسكرية. وتستخدم في العملية طائرات التزويد بالوقود، وهي نوع من أنواع الطائرات تتميز بحجمها الكبير إذ تمثل خزانا للوقود قادرا على تزويد طائرات القصف الاستراتيجي، أو تلك التي بصدد القيام برحلة طويلة بالوقود في السماء بدون حاجة إلى هبوط الطائرة العسكرية.

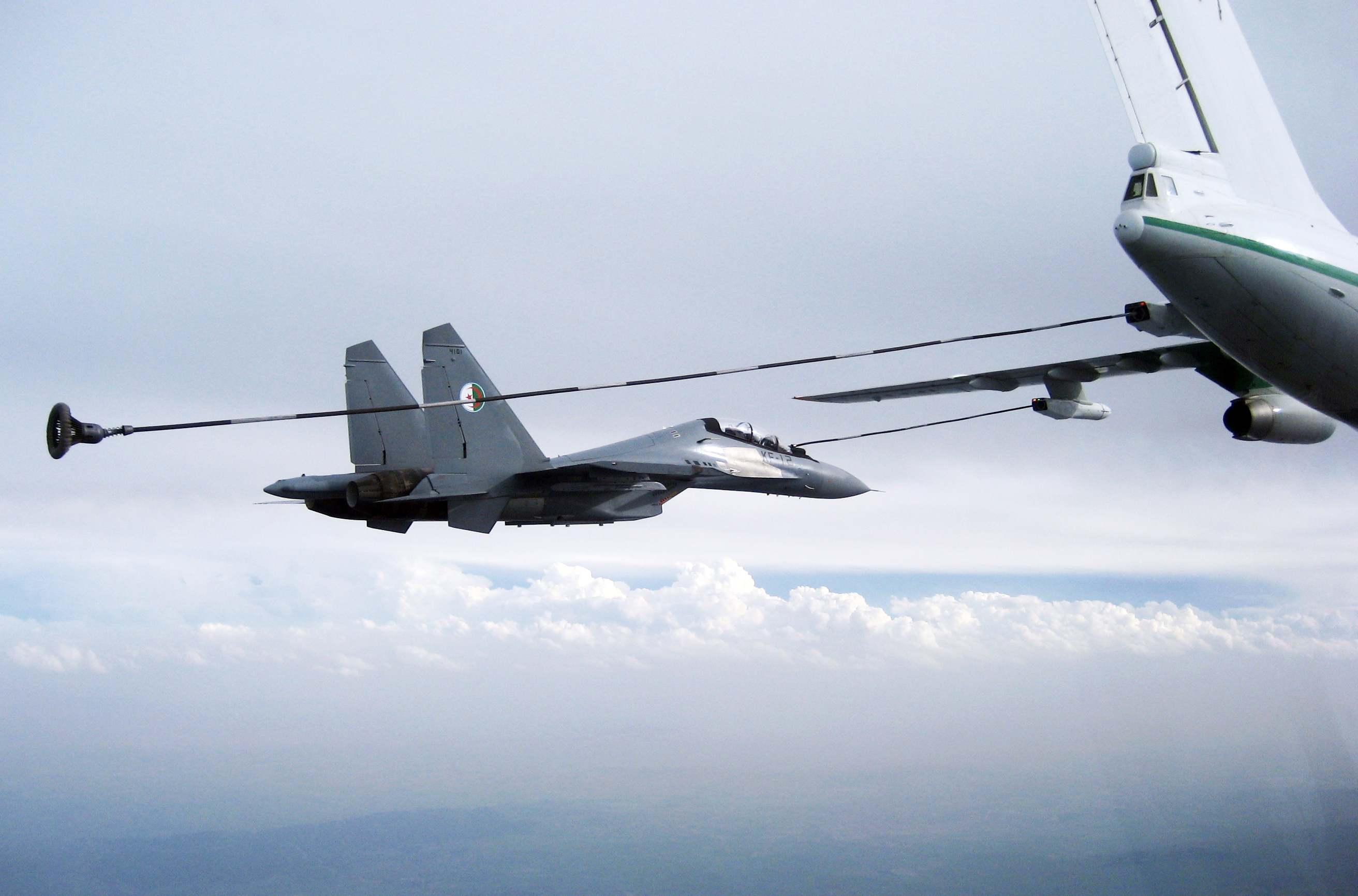
الطائرة الخزان Il-78 Midas تزود بالوقود جواً المقاتلة Su-30MKA التابعة للقوات الجوية الجزائرية.

أول من قاما بعملية إعادة ملء وقود جواً هما العقيد لويل سميث وزميله جون ريتشارد في 27 يونيو 1923 مستخدمين طائرتان آيركو دي إتش - 4. واستخدمت عملية إعادة التزود بالوقود في الجو على نطاق واسع في الحروب الحديثة والتي ساهمت بشكل واضح في مسرح العمليات وأمنت تنفيذ الطائرات لمختلف مهامها بكل دقة وعلى مدار الساعة. وقد استمر العمل وبشكل مستمر من قبل كثير من الدول الصناعية الكبرى في تطوير وصنع طائرات إرضاع جوي حديثة تفي بجميع الأغراض المطلوبة بكل سهولةٍ ويسر وبما يتواكب ومتطلبات المعركة الجوية الحديثة مستفيدةً في ذلك من وسائل التكنولوجيا الحديثة في إزالة كثير من المشاكل التي ظهرت في الجيل الأول من طائرات الإرضاع الجوي.

## معرض صور

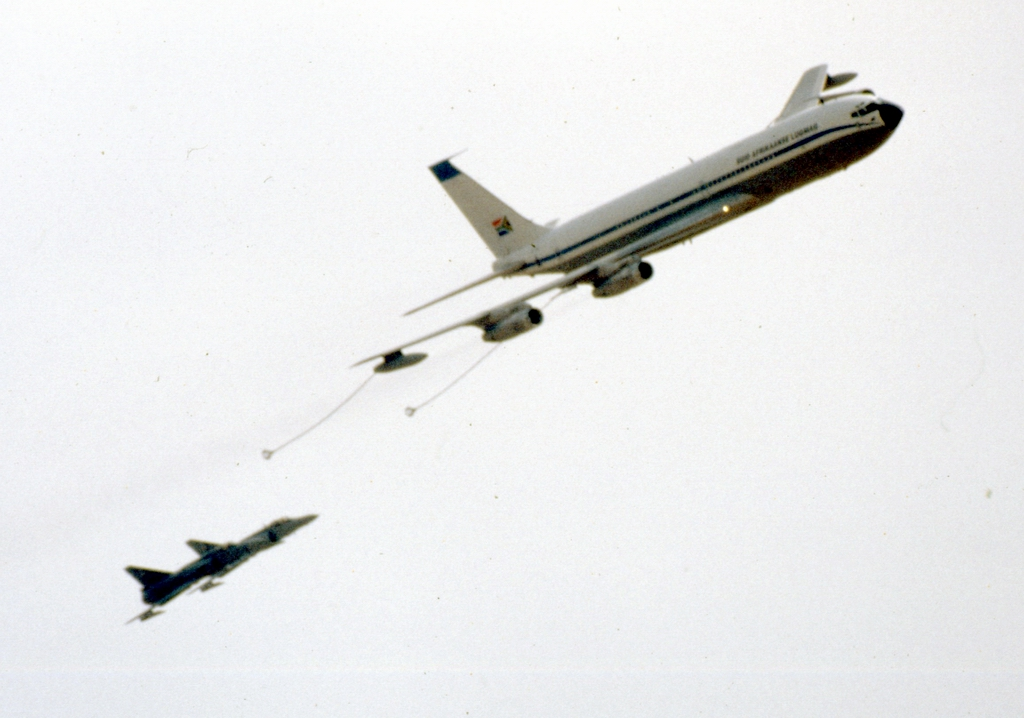
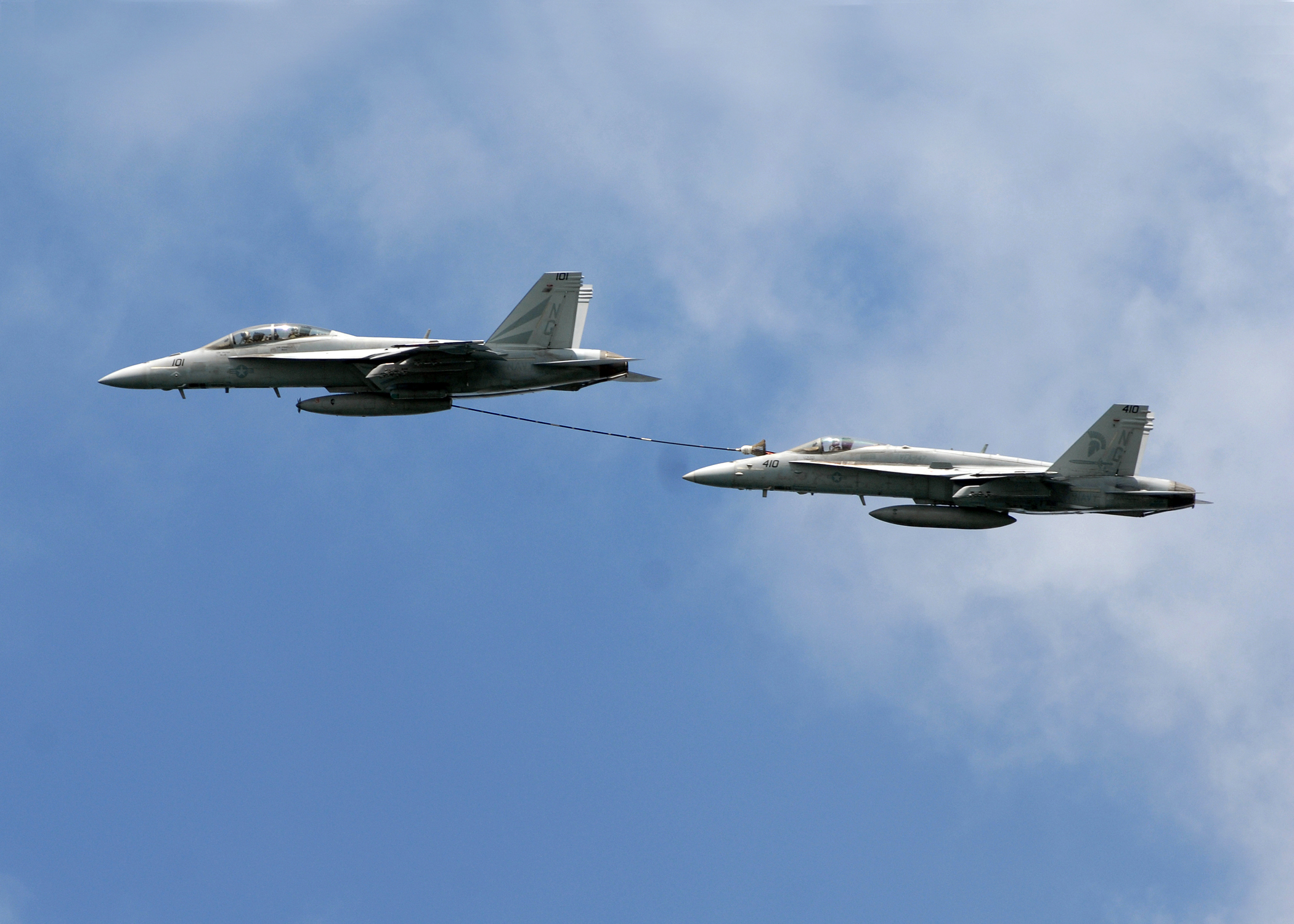
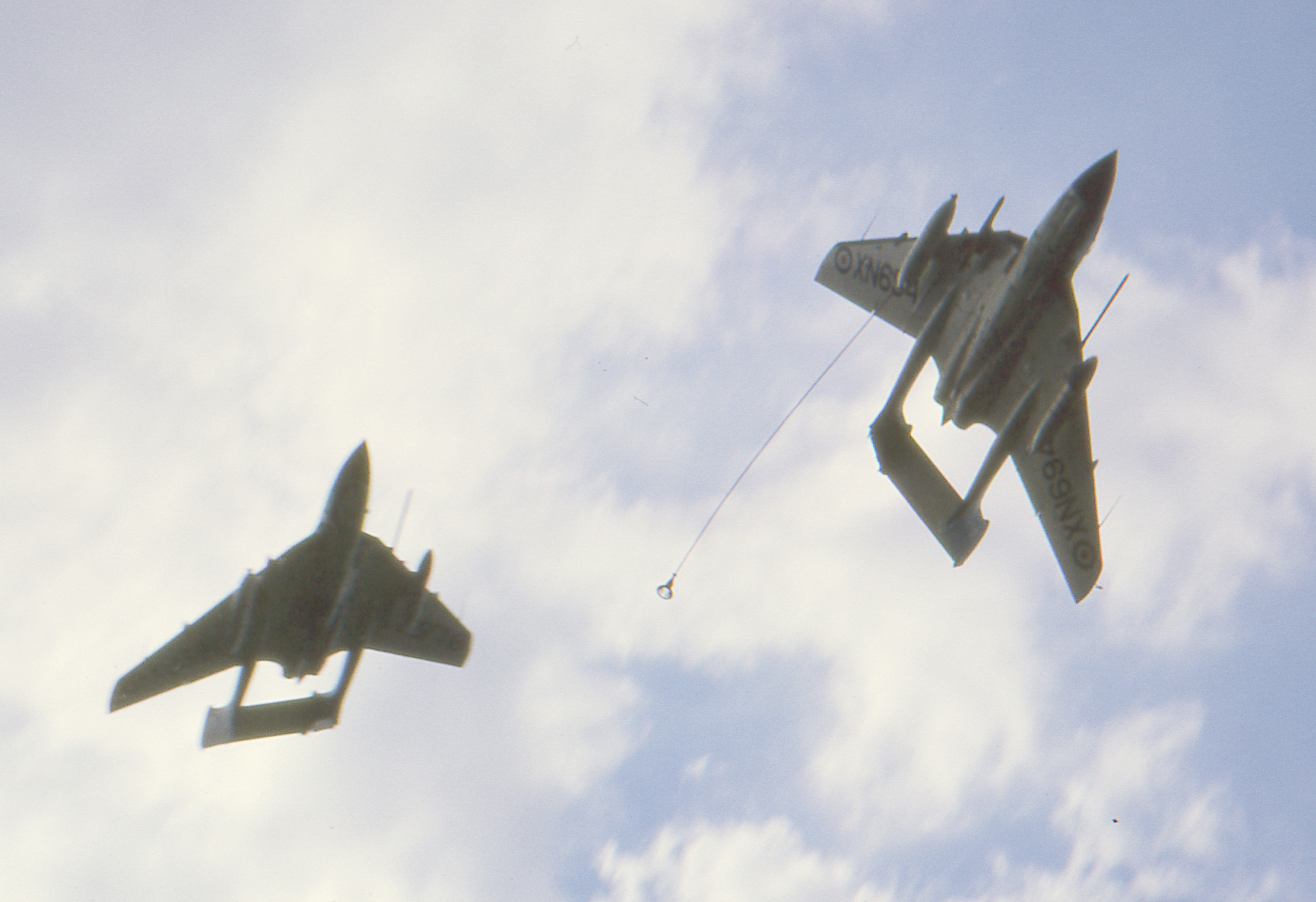
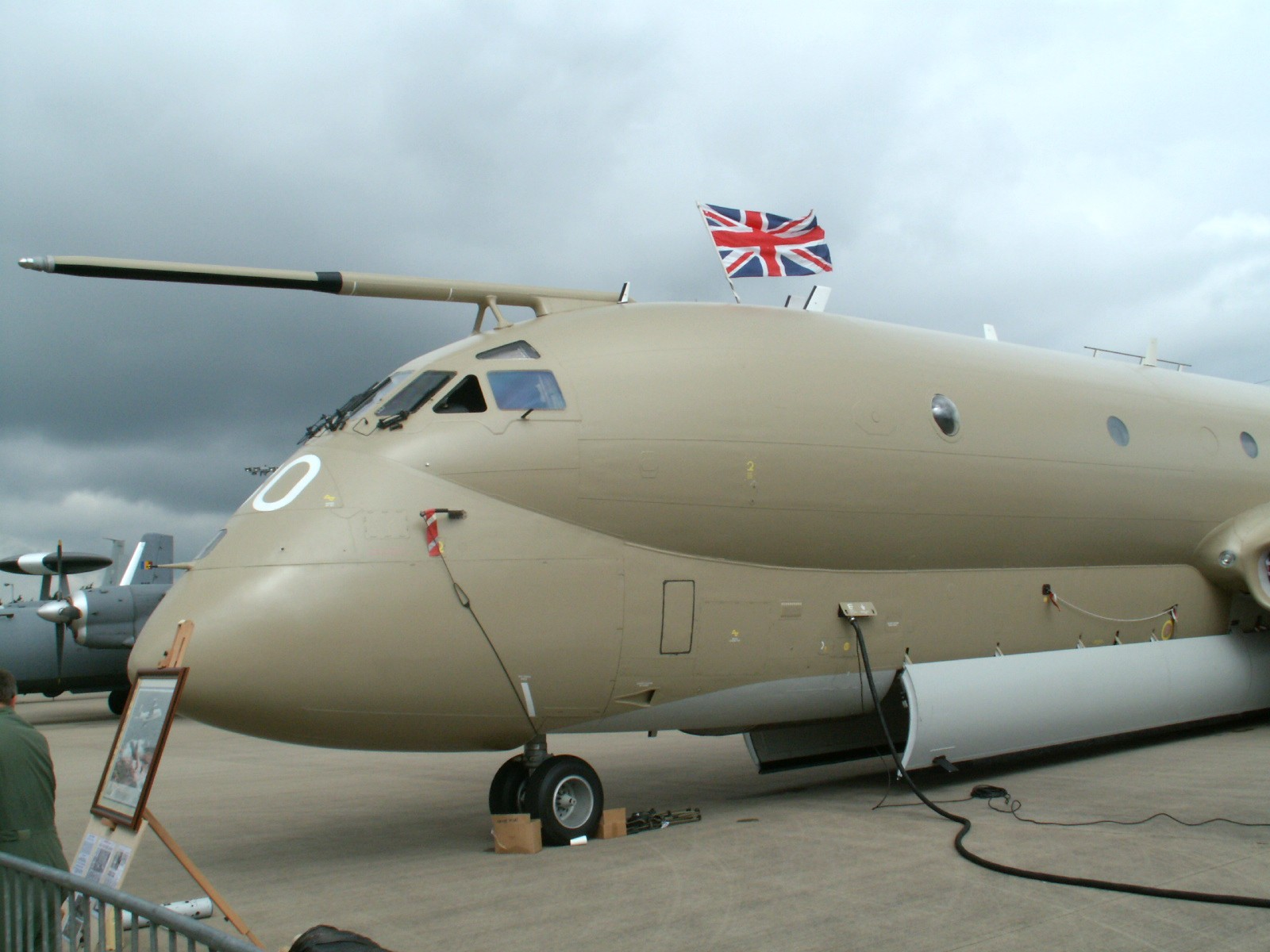
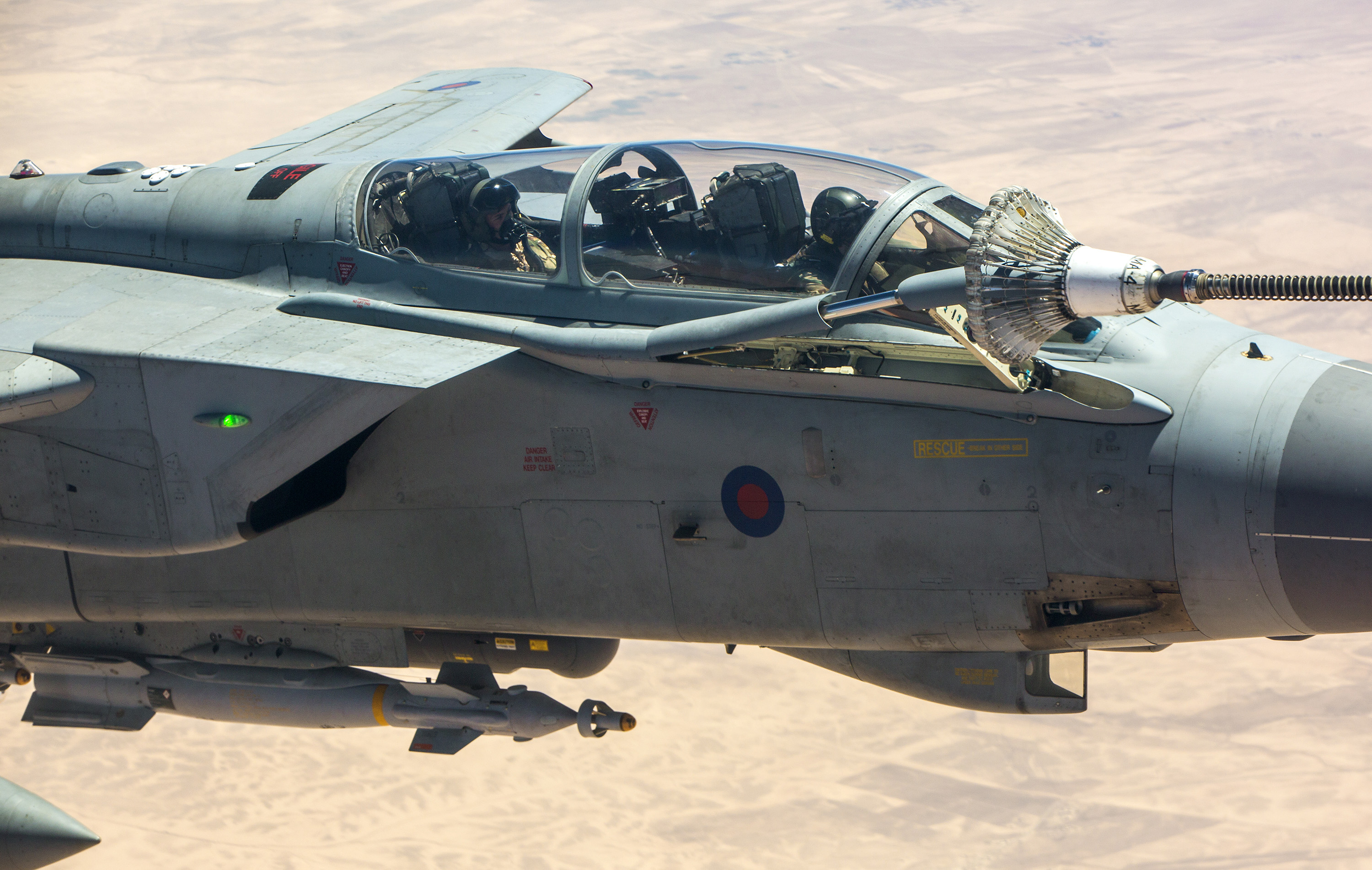

## انظر أيضًا

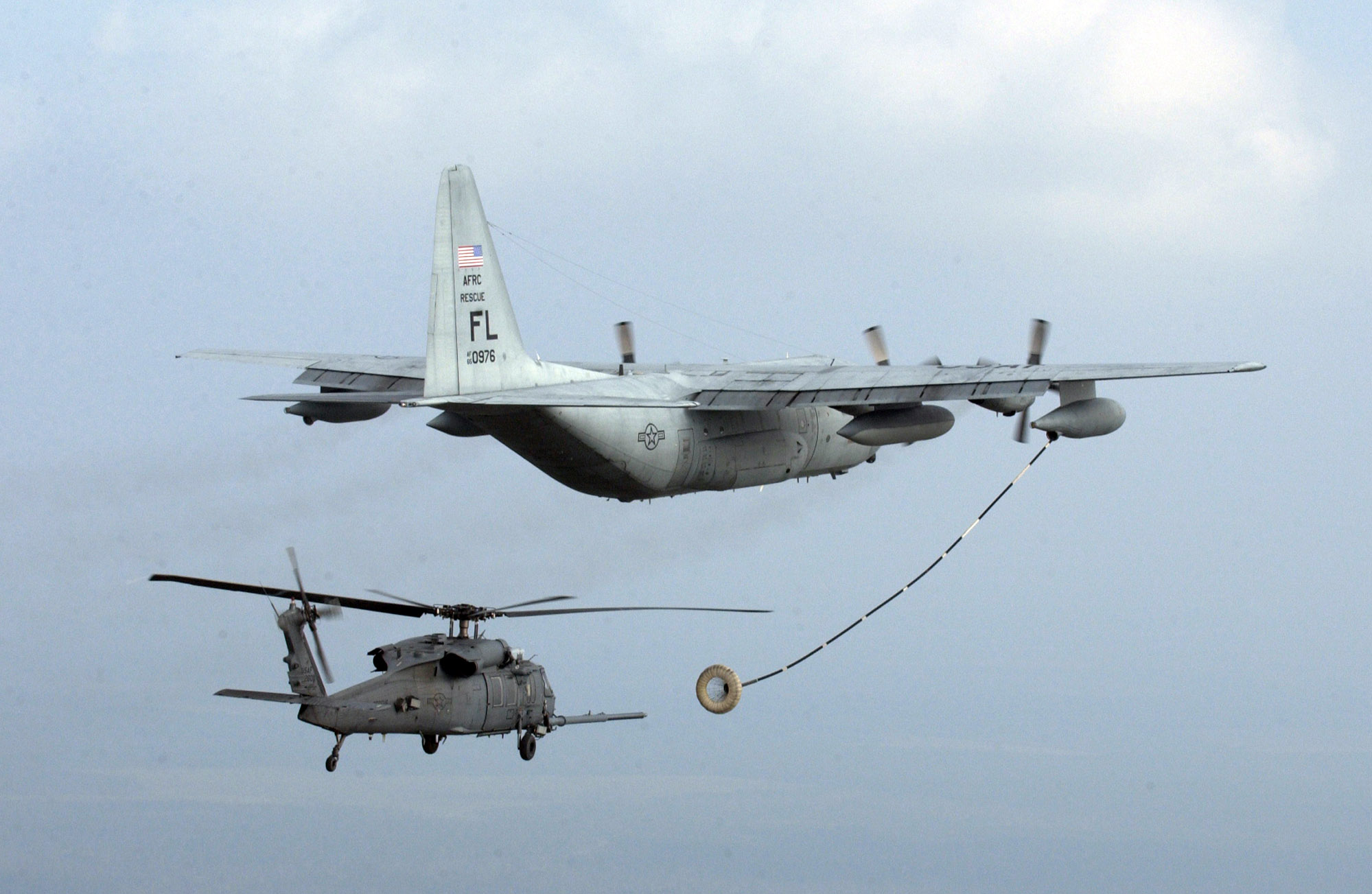
.

## وصلات خارجية
- صور لعملية ملء الوقود جوا عام 1929.
- التزود بالقود جوًا قوة ضاربة لحسم المعارك[وصلة مكسورة]. مجلة الطيران والدفاع اليمنية.